# Estación de Landelies
La estación de Landelies es una estación de tren belga situada en Montigny-le-Tilleul, en la provincia de Henao, región Valona.
Pertenece a la línea  de S-Trein Charleroi.

## Situación ferroviaria
La estación se encuentra en la línea 130 (Charleroi-Erquelinnes-frontière).

## Intermodalidad
| Línea | Procedencia | Parada          | Destino       |
| ----- | ----------- | --------------- | ------------- |
| 173   | PIÉTON SNCB | LANDELIES Place | CHARLEROI Sud |